# Kapitála kvadrátní

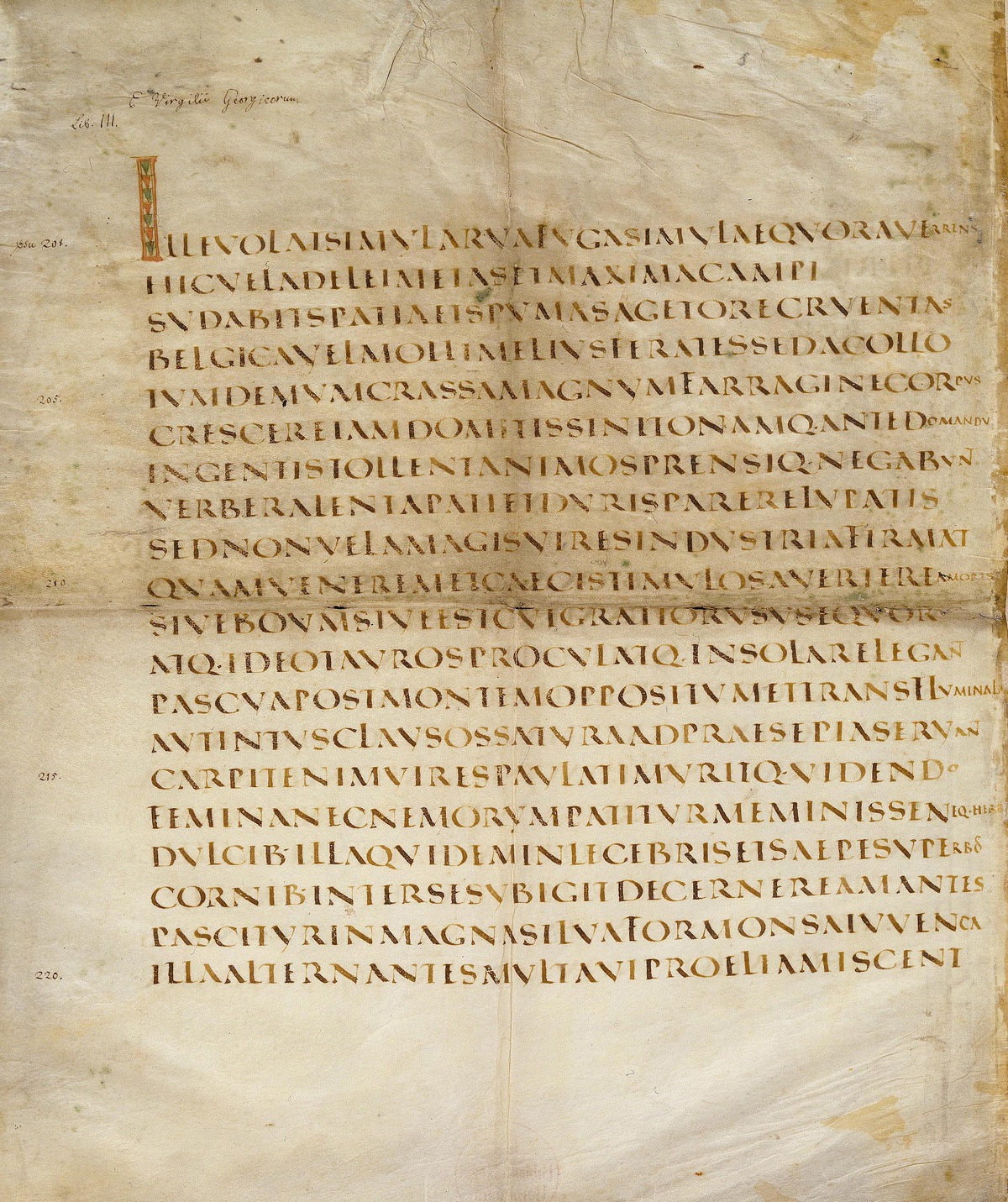
Folio Vergiliova Augustea ze 4. století, kde můžeme vidět ručně psanou kvadrátní kapitálu

Kvadrátní kapitála (též capitalis quadrata) je majuskulní latinské písmo.

## Historie
Kvadrátní kapitála vznikla již na počátku 1. století, avšak první prameny se dochovaly až ze století čtvrtého. Před 4. stoletím n. l. se kvadrátní kapitála používala k psaní luxusních kopií děl autorů, které křesťané řadili mezi „pohanské“, zejména Vergiliových; jediné tři dochované rukopisy používající toto písmo obsahují Vergiliova díla. Jedná se o zlomky rukopisů Augusteus, Sangallensis, Oxyrhyncus a Veronensis. Během 5. a 6. století se kvadrátní kapitála přestala používat v rukopisech, jako písmo nadpisové se však udrželo až do 11. století. Zaoblením kvadrátní kapitály se vyvinula unciála.

## Popis
Vyvinula se z písma monumentálního, tj. tesaného do kamene a odlišuje se od něj především jiným způsobem psaní serifů, které nebývají oble napojené na písmový tah, ale většinou jsou ve formě příčné slabé čáry. Přídomek kvadrátní pak získala díky tomu, že každé písmeno lze vepsat do čtverce. Při psaní je dodržován dvoulinkový systém a jen minimální množství písmen přesahuje horní nebo dolní linku.